# 道明會
道明會（英語：Dominican Order），又譯多明我会或多米尼克修会，正式名稱為宣道兄弟会（拉丁語：Ordo Praedicatorum，簡稱）。该组织是天主教托钵修会的主要派别之一，会士均披黑色斗篷，以区别于方济会的“灰衣修士”和聖衣會的“白衣修士”，因此该派会士被称为“黑衣修士”。道明会強調圣母玛利亚亲授之《玫瑰经》并对其加以推广，現今已是天主教徒最普遍传诵的经文之一。

## 歷史進程
道明會的歷史可大約分為三個時期：
- 中世紀的奠基至十六世紀初
- 現代至法國大革命
- 當代至今

### 中世紀

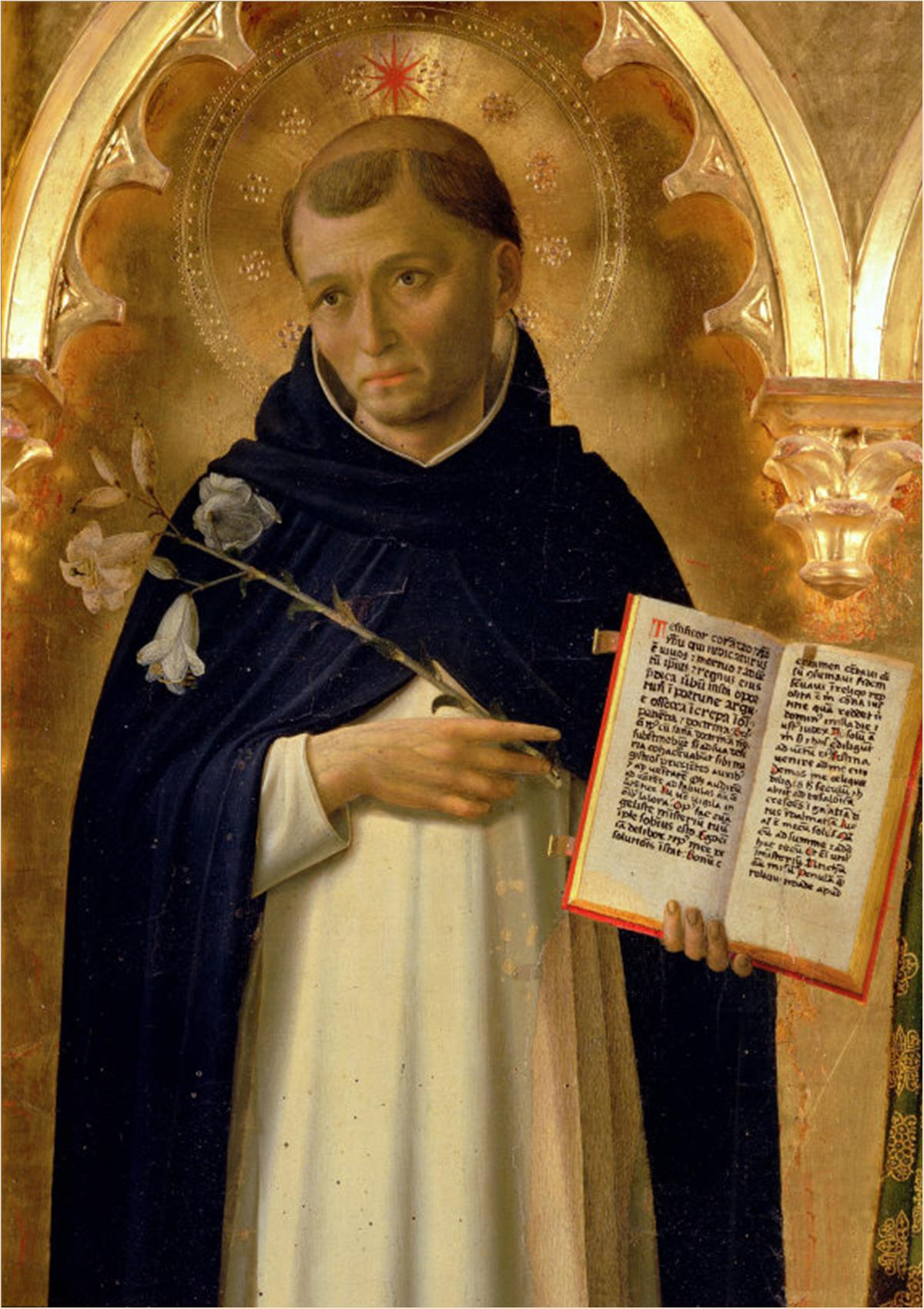
聖道明

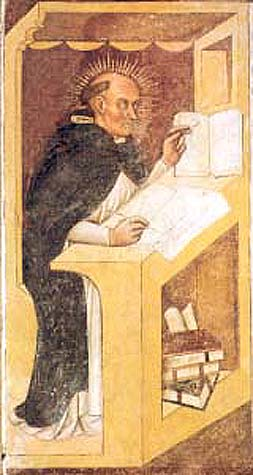
第三任總會長-聖雷孟

1215年西班牙人道明·古斯曼于法国南部的圖盧茲创立此组织。道明是位博學多識的聖職人員，當時为對付卡特里派而奉派到法國東南部的普羅旺斯做反宣傳。在他去之前，已經有好幾批人前往該地處理這個異端問題，但都沒有成功。聖道明發現無法成功的原因在於前往的人本身，當處理者帶著過多複雜又鋪張的宗教禮儀跟權威的方式，處理民間百姓所面對的問題時，民眾與處理者格格不入。在這過程當中，他认识到为了培養一些能向人民講道、受過良好教育的聖職人員，自己必須建立一種更簡單、與初代教會使徒類似的體制，故成立道明會，特別訓練能言善辯的教師與傳教士。
道明會同時是中世紀托缽僧第二個大團體，他們自稱為主的看守犬，立志走遍歐洲去撲滅異端與無知， 注重讲道与神哲学，故名宣道兄弟会 (Ordo Prædicatorum，缩写为 O.P.)。
道明會於一二一六年十二月二十二日及一二一七年一月被教宗何諾三世於 Religiosam vitam 及 Nos attendentes 內書面批准成立，一二一七年一月二十一日何諾三世發表Gratiarum Omnium Largitori 詔書確認會祖聖道明之追隨者作為一獻身研讀及獲授權宣講的修會，在此之前道明会的宣講權力僅限於地方教長。
修會會規以奧斯定會規為基礎，會規接近奧斯定會和方濟各會，也有設立女修會和世俗教徒的第三會，主要是在城市的中上階層傳教，拥有著名学者大阿尔伯特及托马斯·阿奎那。受教宗委派，修会可主持宗教裁判所，參與鎮壓卡特里派。道明會特別提倡學術討論，傳播經院哲學，獎勵學術研究。當時在歐洲的許多大學裡，都有該會會士任教。

### 改革至法國大革命
这一时期有许多传教士前往新大陸，例如Bartolomé de Las Casas（c.1484–1566），他因目睹美洲的原住民（即印第安人）被西班牙的殖民統治者殘酷折磨而感到悲痛和忿慨，Bartolomé神父後來因他致力捍衛美洲原住民的人權及文化而成名。
雖然沒有成功，但踏遍幾乎所有葡萄牙王國在亞洲殖民地的Gaspar da Cruz（c.1520–1570）或許是最早在柬埔寨宣講基督福音的傳教士，他之後在廣州的傳教也因受限制而沒有成功，最後回到葡萄牙，在一五六九至一五七零年間出版了一本關於中國的書。
這個時期跨越宗教改革及法國大革命前後約三個世紀，基督新教的出現和發展使修會六、七個會省及數百個會院倒閉，但新大陸的發現使修會的發展有一個新的活動空間及機會。
修會於十八世紀多次嘗試改革，但多徒勞無功，之後法國大革命摧毀了在法國的所有會省，修會趋于衰弱。

### 十九世紀至今
道明會當代史始於在舊世界和新世界的幾個國家革命摧毁修會後在不同會省之復興，其時約為十九世紀之初。2019年7月8日，在越南召开的道明会全体大会上，菲律宾籍的蒂莫内尔（Gerard Francisco Timoner III）神父当选道明会新任总会长，他也是首位出生于亚洲的道明会总会长。

## 分支
道明會大家庭包括聖職會士、輔理修士、修女、俗世會的成員以及兄弟會的神父和信徒。詳見基礎會憲第九條。

## 格言
- Laudare, Benedicere, Praedicare
讚頌，祝福，宣講——節錄自道明會彌撒經文
- Veritas
真理
- Contemplare et Contemplata Aliis Tradere[9]
默觀所得，分享與人——詳見聖多瑪斯《神學大全》第二集第二部179-188題[10]

## 在华传教
1631年1月2日或3日，西班牙背景的道明会高琦神父（Angel Cocchi）从西班牙殖民地菲律宾抵达中国福建北部的福安，正式开始对中國传教，在顶头村得到大批信徒，并建造了教堂。高琦神父于1633年去世，接替他的是充满激情、毫不妥协的黎玉范神父（Juan Bautista Morales或Jean—Baptiste Moralès, 1597-1664）。1645年黎玉范特意赶到罗马向教廷报告，指责葡萄牙背景的耶稣会宽容中国信徒祭祖、尊孔，引发了旷日持久的中國礼仪之争。
1650年，来自福建的中国教徒罗文藻在菲律宾群岛的马尼拉加入道明会，后来他在1674年被教宗克勉十世委任为南京代牧区宗座代牧。
1696年，在閩成立獨立的監牧區，在该省的傳教中心有：福安、頂頭、穆陽、羅源、福寧、福州、廈門、延平等地。
1707年，罗马教廷将福建传教区交给道明会，耶稣会撤离福州。
道明會在华语區的活動范围一直局限于台灣以及福建地區，在福建曾经建立了福州、厦门、福宁（霞浦）、建瓯、汀州等教区，位于福州仓山区泛船浦规模宏大的主教座堂也称为福州圣多明我主教座堂。

## 已知與之相關的機構
台灣
- 直屬：高雄市私立道明高級中學、臺北市私立靜修高級中學、天主教聖功醫療財團法人、私立道明外僑學校、香港玫瑰崗學校、馬尼拉聖軍中學、馬尼拉宗座聖多馬斯大學、羅馬宗座聖多瑪斯大學（天神大學）及日本愛光中高學校（日语：愛光中学校・高等学校）等。
- 參與：臺北市私立道明外僑學校、高雄市私立明誠高級中學、高雄市私立中華藝術學校、天主教輔仁大學及天主教澳門聖保祿學校等。

香港
- 玫瑰崗學校（Rosaryhill School）：天主教道明會於1959年創辦的學校，設有幼稚園、小學、中學部，校址位於灣仔跑馬地司徒拔道41號B。香港道爾頓學校將於2024/25學年起，接辦玫瑰崗幼稚園和玫瑰崗學校，改名道爾頓學校（玫瑰崗），其後會將小學的國際班擴展至中學，成為一條龍私校。[11]

## 延伸閱讀
- Finn, Richard. . London: Catholic Truth Society. 2016  [2016-02-20]. ISBN 9781784691011. （原始内容存档于2019-11-15）.
- Goergen, Donald J. . New York: The Paulist Press. 2016. ISBN 978-08091-4954-4.
- Hinnebusch, William A. . New York: Society of St Paul. 1975  [2016-02-20]. ISBN 0818903015. （原始内容存档于2020-05-08）.
- Tugwell, Simon (编). . Classics of Western Spirituality. London: SPCK. 1982. ISBN 0-281-04024-9.

## 外部連結
- 道明會總會主頁 （页面存档备份，存于）（英文）（法文）（西班牙文）
- 道明會中文網站
- 道明會聖母玫瑰會省
  - 道明會聖母玫瑰會省新聞 （页面存档备份，存于）
  - 道明會聖母玫瑰會省Twitter （页面存档备份，存于）
- 道明會簡史之中譯
- The Dominican Monastery of St. Jude in Marbury, Alabama
- Our Lady of the Holy Rosary Monastery in Buffalo NY （页面存档备份，存于） (A Dominican contemplative monastery with Latin chant)

其他
- Order of Preachers or Dominicans （页面存档备份，存于） - Catholic Encyclopedia article
- Philately of Dominican Order
- Lectures in Dominican History （页面存档备份，存于）
- The Mysticism of Catherine of Siena （页面存档备份，存于）